# Paul Blumenthal (Manager)
Paul Blumenthal (* 1955 in Naters) ist ein Schweizer Manager. Er war von 1999 bis September 2009 in der Konzernleitung der Schweizerischen Bundesbahnen (SBB) für den Personenverkehr zuständig.

## Leben
Blumenthal wuchs in Brig auf, sein Vater arbeitete 46 Jahre lang am dortigen Bahnhof. Nach einem Studium, das er mit dem Titel lic. rer. pol. abschloss, begann Blumenthal 1981 als Nachwuchsakademiker bei den SBB. Nach mehrjähriger Mitarbeit im Marketingstab übernahm er 1993 die Leitung der Division Personenverkehr. 1999 stieg er in die Konzernleitung der SBB auf. Im Februar 2009 übernahm krankheitsbedingt sein Stellvertreter Vincent Ducrot interimistisch seinen Posten und auf September 2009 trat Blumenthal zurück. Seine Stelle als Leiter Personenverkehr der SBB übernahm zum Januar 2011 Jeannine Pilloud.
Im Dezember 2009 wurde Paul Blumenthal in den Verwaltungsrat der Zentralbahn gewählt. Auch bei anderen Gesellschaften, an denen die SBB beteiligt sind, amtiert er als Verwaltungsratsmitglied. Mit Januar 2010 wurde Blumenthal in den Aufsichtsrat der ÖBB-Holding AG in Wien berufen, nachdem er bereits seit 2009 Berater der ÖBB-Personenverkehr AG war. Dem ÖBB-Aufsichtsrat gehörte er bis Anfang 2018 an. Im Dezember 2013 wurde Blumenthal bei den Basler Verkehrs-Betrieben (BVB) zum VR-Präsident berufen. Nach harter Kritik der Geschäftsprüfungskommission des Grossen Rates an der BVB-Führung trat er Ende Juni 2017 von diesem Posten zurück.